# Adrián Slančík
Adrián Slančík (sinh 22 tháng 7 năm 1999) là một thủ môn bóng đá Slovakia hiện tại thi đấu cho câu lạc bộ Fortuna Liga 1. FC Tatran Prešov.

## Sự nghiệp câu lạc bộ

### 1. FC Tatran Prešov
Slančík ra mắt tại Fortuna Liga cho 1. FC Tatran Prešov trước ŠK Slovan Bratislava ngày 22 tháng 10 năm 2017.